# Melapera rhodophora
Melapera rhodophora là một loài bướm đêm trong họ Noctuidae.